# Valdepolo
Valdepolo è un comune spagnolo di 1 593 abitanti situato nella comunità autonoma di Castiglia e León.